# Partenariat mondial pour l'énergie nucléaire
Le partenariat mondial pour l'énergie nucléaire (Global Nuclear Energy Partnership) est un projet de coopération internationale sur le thème du traitement du combustible usé. Annoncé par le Secrétaire à l'Énergie des États-Unis (US-DOE) Samuel W. Bodman le 6 février 2006, ce partenariat vise à développer les techniques liées au traitement du combustible usé dans une optique de non-prolifération.
Ce projet fait partie de l'initiative pour les énergies avancées (Advanced Energy Initiative) annoncé par le président Bush lors de son discours sur l'état de l'union 2006.

« Le partenariat mondial pour l'énergie nucléaire a quatre principaux objectifs. En premier lieu, réduire la dépendance des États-Unis à l'égard des sources étrangères d'énergie fossile et favoriser la croissance économique. En second lieu, recycler le combustible nucléaire à l'aide de technologies non proliférantes afin d'extraire plus d'énergie et réduire les quantités de déchets. En troisième lieu, favoriser la croissance mondiale et le développement propre. Et en quatrième lieu, utiliser les technologies les plus récentes afin de réduire le risque de prolifération nucléaire dans le monde.
Par ce partenariat, les États-Unis veulent travailler avec les autres nations qui possèdent des technologies nucléaires avancées pour développer de nouvelles technologies de recyclage résistantes à la prolifération, dans l'optique de produire plus d'énergie, de réduire les quantités de déchets et de minimiser les risques de prolifération. Par ailleurs, les pays partenaires vont développer un programme de services nucléaires afin de fournir du combustible aux pays en développement, leur assurant les bénéfices d'une énergie nucléaire sûre, propre et économiquement compétitive, en échange de leur engagement à renoncer aux activités d'enrichissement et de traitement, ce qui réduirai les risques de prolifération. »

— Département à l'énergie
Le 16 février 2006, les États-Unis, la France et le Japon ont signé un accord de recherche et développement sur les réacteurs nucléaires à neutrons rapides et à caloporteur sodium en soutien du partenariat.
Le financement de ce programme aux États-Unis (au 25 mai 2006) est en débat. Alors que la Maison Blanche a demandé un budget de 250 millions de dollars, la Chambre des Représentants a alloué 120 millions de dollars. Le Sénat doit encore voter ce financement. Le sénateur Peter V. Domenici, cité dans le New York Times, a dit : « Je prévois de restaurer l'intégralité du financement du GNEP, voire plus ».